# Llista de majordoms del regne d'Aragó
Llista de majordoms del regne d'Aragó
- (Dates aproximades)

1. 1164 Blasco Maça I
2. 1168 Blasco Romeo
3. 1172 Ximeno d'Artosilla (Ximeno d'Artusella), anteriorment alferes del regne d'Aragó
4. 1177 Sancho d'Horta (Sancho Duerta)
5. 1194 Pero Sessé II
6. 1195 Artal de Sadaone
7. 1195 Guillén de Castellazuleo
8. 1200 Ximeno Cornel I
9. 1205 Arnaldo d'Alascón
10. 1210 Aznar Pardo
11. 1218 Pero Ferrández d'Açagra
12. 1219 Blasco I d'Alagón
13. 1222 Artal de Luna
14. 1223 Ato I de Foces, auxiliat per Pelegrín de Bolas
15. 1233 Blasco I d'Alagón
16. 1235 Pero Cornel III
17. Sancho d'Antillón
18. Martín Ruiz de Foces